# ArtRave: The Artpop Ball
L'ArtRave: The Artpop Ball è stato il quarto tour di concerti della cantautrice statunitense Lady Gaga, a supporto del suo terzo album in studio Artpop (2013).

## Il tour
Durante il periodo di promozione e pubblicazione dell'album Artpop, Lady Gaga ha tenuto un evento privato a New York conosciuto come ArtRave, dove ha eseguito brani contenuti nell'album in un ambiente ricco di opere d'arte di Jeff Koons, ideatore della copertina dell'album. Lady Gaga, inoltre, ha presentato davanti ad un nutrito pubblico di media, fans e curiosi, il primo vestito volante della storia, chiamato Volantis, ideato dalla TechHaus, un'ala della Haus of Gaga focalizzata sull'innovazione tecnologica.
Le prime date del tour sono state annunciate tramite la pagina ufficiale di Gaga su Facebook il 3 dicembre 2013. Dopo aver annullato gran parte delle tappe nordamericane del The Born This Way Ball a causa di un grave infortunio all'anca che l'ha costretta ad un severo e lungo riposo, Gaga ha voluto iniziare il nuovo tour proprio dal Nord America, precisamente il 4 maggio 2014 a Sunrise. Il tour si è concluso il 24 novembre a Parigi e l'evento è stato trasmesso in diretta streaming da Yahoo Live, registrando il più alto numero di spettatori nella storia del sito.
Il palco per il tour è somigliante a una caverna bianca e consiste in due sezioni, con passerelle che si uniscono nell'area del pubblico. Sono fatte di lucite, il che le rende trasparenti, e dà la possibilità alla folla di ballarci sotto mentre è ancora possibile guardare lo show. Gaga ha usato diversi outfit per il tour: uno abbellito con ali dorate, uno somigliante al vestito della dea Venere, uno bianco luccicante, uno con tentacoli, uno fatto di lattice nero, uno ispirato ai Rave, e uno con un'ampia gonna bianca, realizzato dalla casa di moda Versace.

## Sinossi
Pre-rivisitazioni (4 maggio 2014 - 3 giugno 2014)

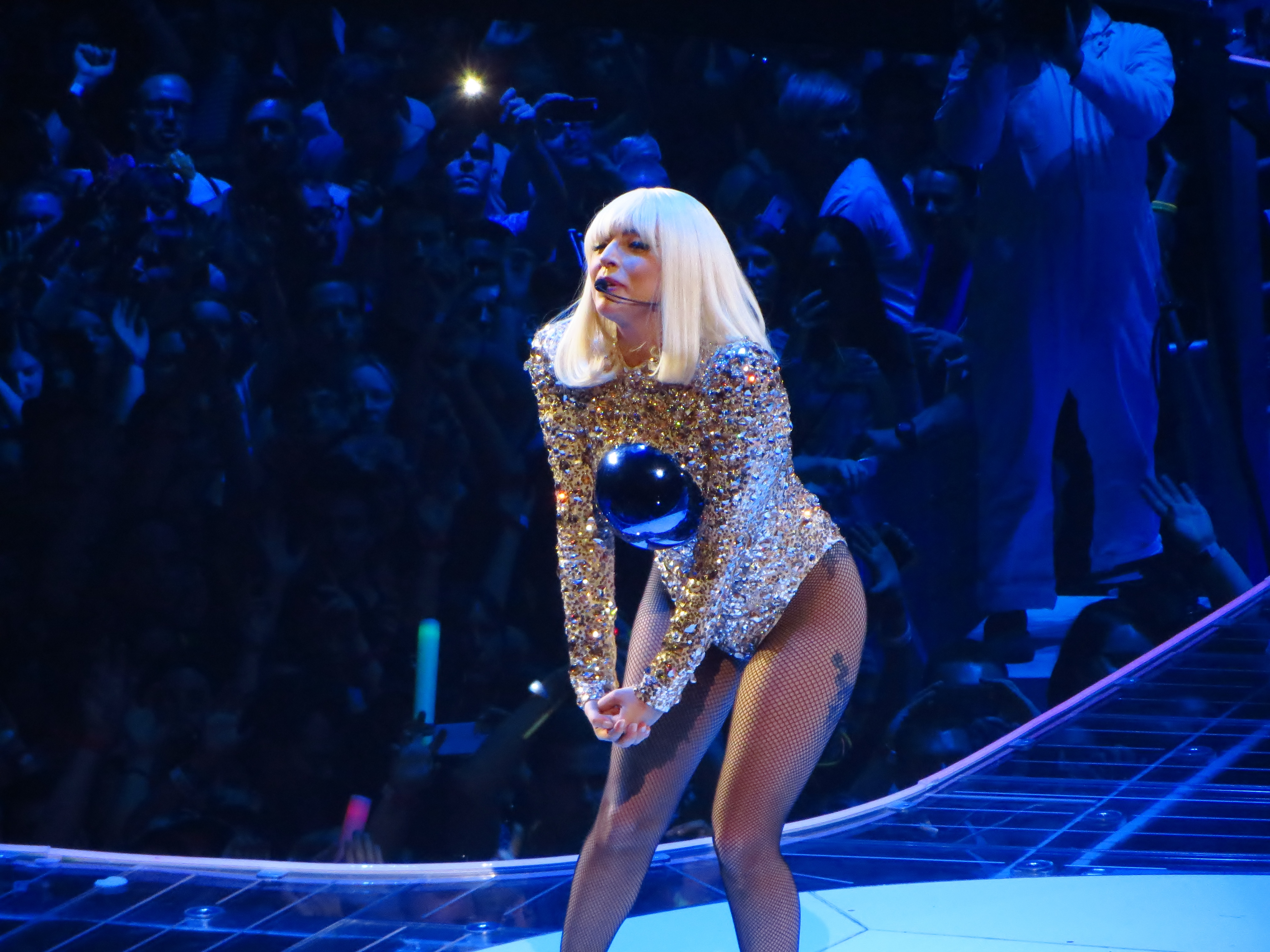
Lady Gaga esegue G.U.Y. nella data di Montréal

Lo spettacolo inizia una intro, mentre i ballerini appaiono sul palco con palloncini e gazing balls (le famose sfere specchianti ideate dall'artista Jeff Koons). La intro continua fino a quando Lady Gaga emerge da sotto il palco, indossando un body dorato con le ali. L'ingresso di Lady Gaga sul palco è ispirato alla Nascita di Venere. In seguito procede a cantare Artpop e poi G.U.Y., quest'ultima con coreografie provenienti dal suo video musicale. La canzone seguente è Donatella, durante la quale, sullo schermo vengono mostrate stelle lampeggianti e formazioni di nubi colorate. Gaga esegue quindi Fashion! al piano e ritorna sotto il palco per un cambio di costume e così la band suona la parte restante della canzone.

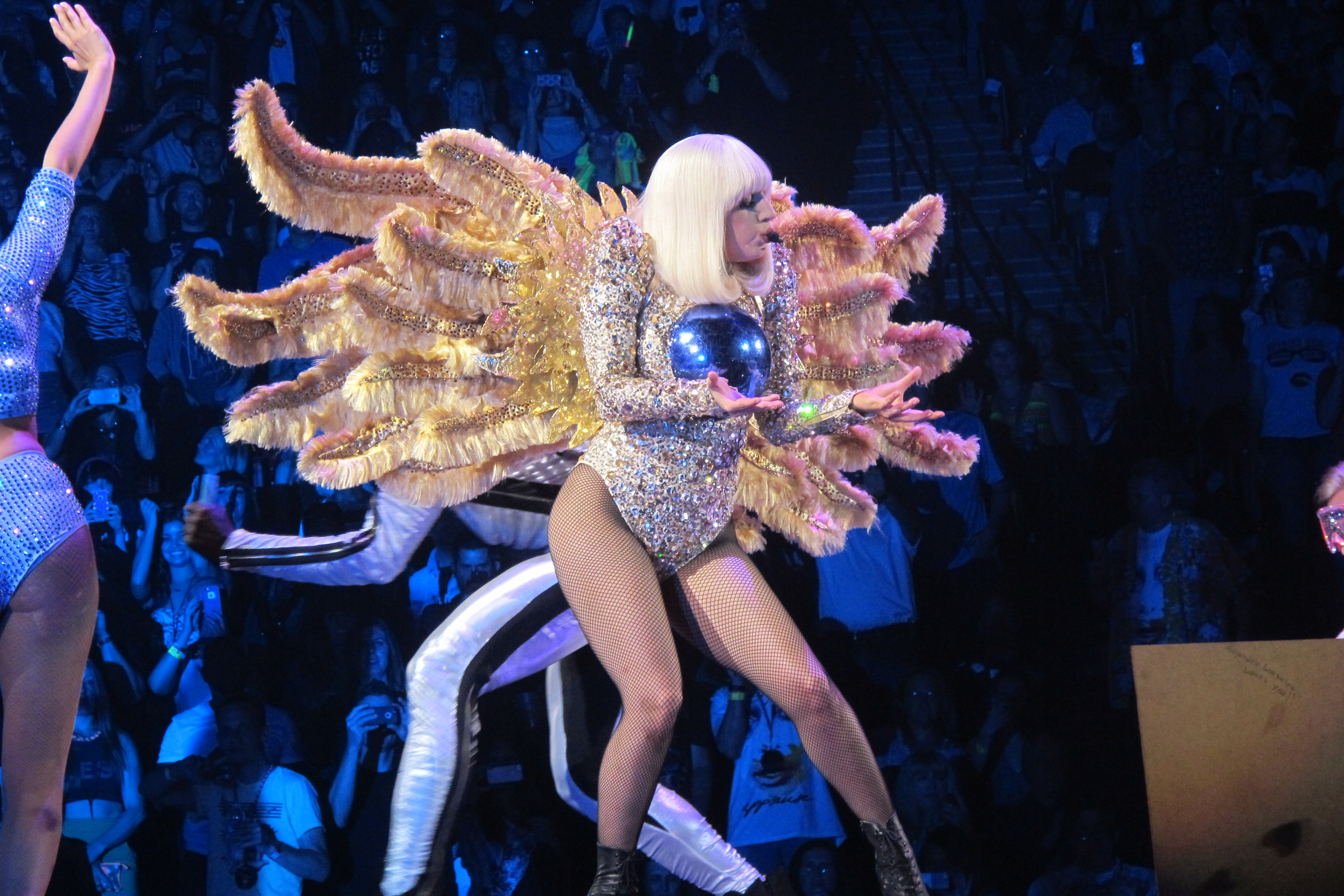
Lady Gaga durante la performance di ARTPOP

La sezione successiva inizia con Venus, e all'improvviso grandi fiori gonfiabili sorgono dal basso sul palco. Gaga appare vestita come la dea Venere e utilizza anche una chitarra come un oggetto di scena. Dopo un breve discorso, vengono eseguite MANiCURE e una versione rallentata di Cake Like Lady Gaga. Gaga scompare all'interno per un altro cambio d'abito e la band suona un outro. Lei esce di nuovo sul palco in abito bianco e parrucca bionda mentre un video mostra il suo twirling sullo schermo. Viene cantata una breve versione di Just Dance, con i suoi ballerini vestiti come "gente di mare". La keytar a forma di cavalluccio marino è utilizzata per l'esecuzione. Successivamente vengono eseguite versioni brevi di Poker Face e Telephone e poi avviene il passaggio a un altro vestito.

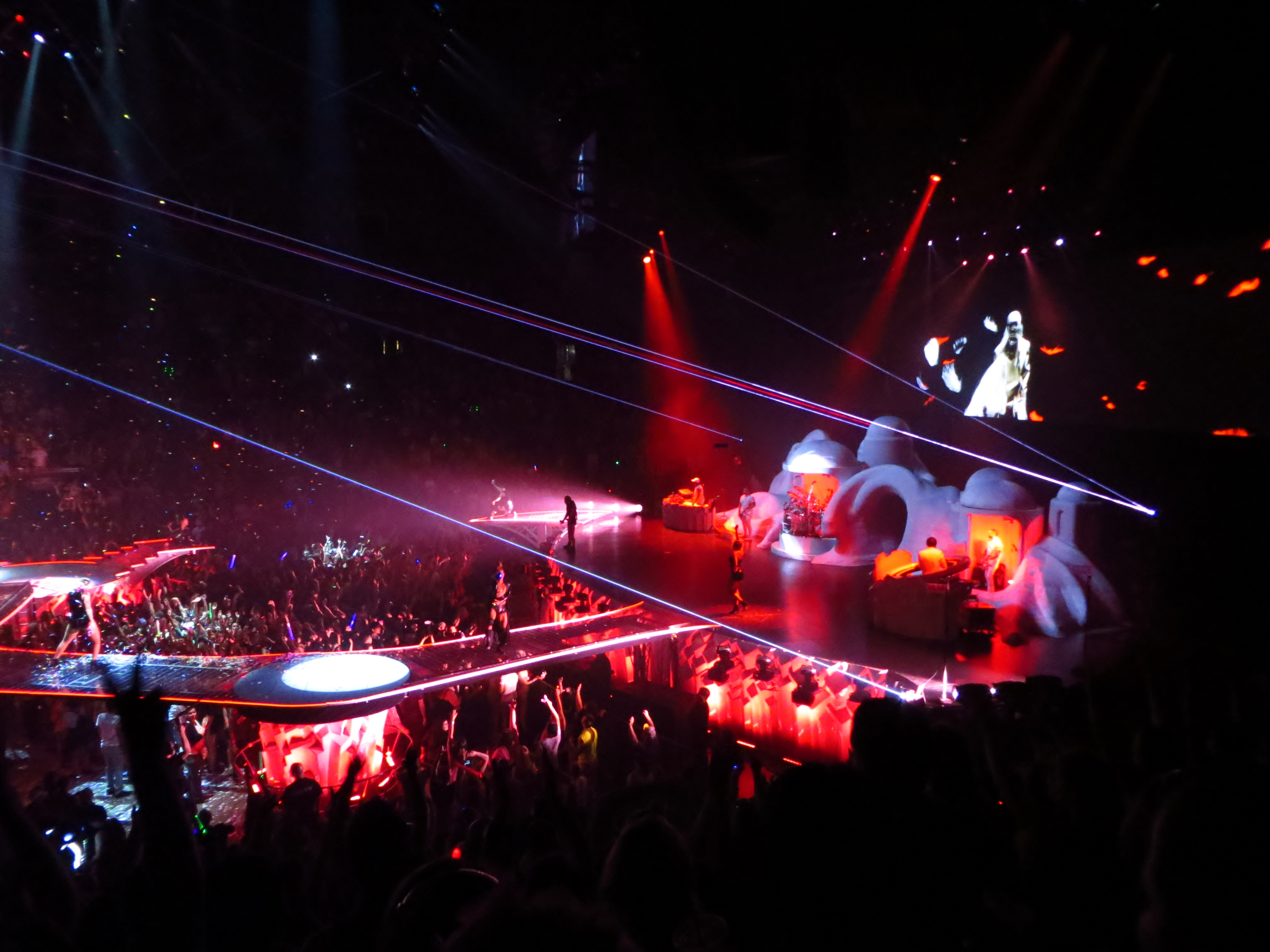
Scenografia dell'artRAVE: The Artpop Ball

La sezione seguente inizia con Lady Gaga che indossa un abito con i tentacoli ed esegue Partynauseous e Paparazzi. Mentre cammina sulle passerelle, i suoi ballerini portano il "Paw Chair Monster" e lo mettono su uno dei piccoli palchi. Gaga canta Do What U Want e verso la fine raggiunge il pianoforte per eseguire una versione acustica di Born This Way. Segue un discorso, successivamente inizia Jewels n 'Drugs e Gaga sparisce sotto il palco. Inizia un video intermedio che mostra la cantante ballare. Gaga riemerge dal palco, indossando l'abito in lattice nero vicino al pianoforte e inizia a cantare il ritornello di Jewels N Drugs.

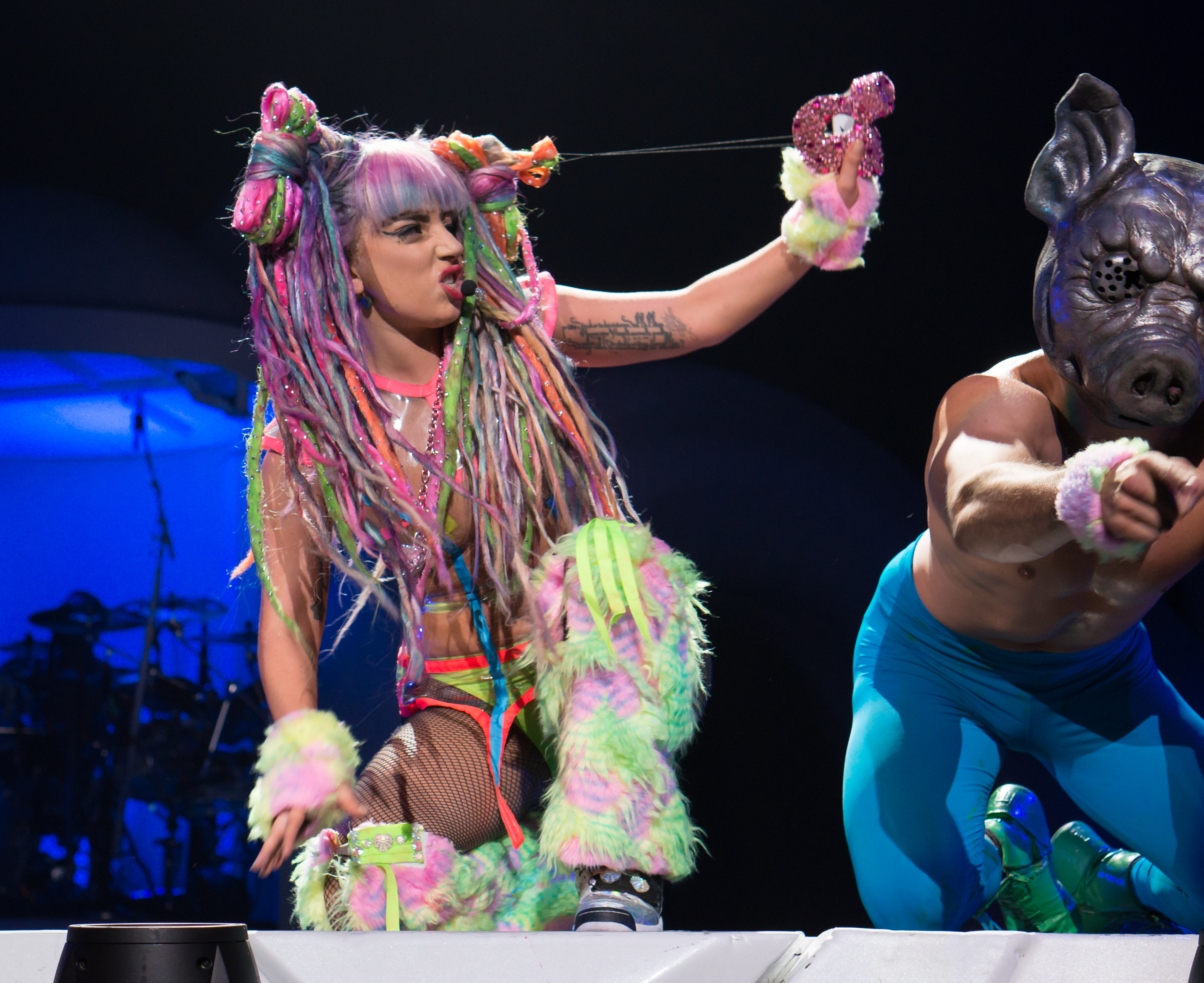
Lady Gaga esegue Swine

L'atto seguente inizia con Aura con i suoi ballerini sul palco principale. Viene portato un letto rosso sul quale Lady Gaga canta Sexxx Dreams. A seguito di questo, sedie bianche sono portate sul palco dai ballerini di Mary Jane Holland, durante la quale Gaga balla con le sedie. Alejandro si svolge sulle passerelle lucide, mentre Gaga dichiara che avrebbe cambiato il costume sul palco. Ratchet suona come un intro mentre Gaga è nuda e i suoi ballerini la aiutano a cambiarsi in abito e in parrucca ispirati al rave. La performance di Bad Romance inizia con la coreografia originale dal suo video musicale, seguita da Applause, durante la quale un video sullo sfondo mostra la cantante in vari travestimenti. Dopo Gaga esegue Swine, durante la quale i suoi danzatori lanciano con cannoni degli animali di peluche. Gaga lascia il palco per un cambiamento di costume finale e appare per eseguire Gypsy. Gaga esegue la maggior parte della canzone al pianoforte, poi si incammina lungo le passerelle per terminare la performance sul palco principale e per chiudere lo spettacolo.
Post-rivisitazioni (26 giugno 2014 - 24 novembre 2014) 

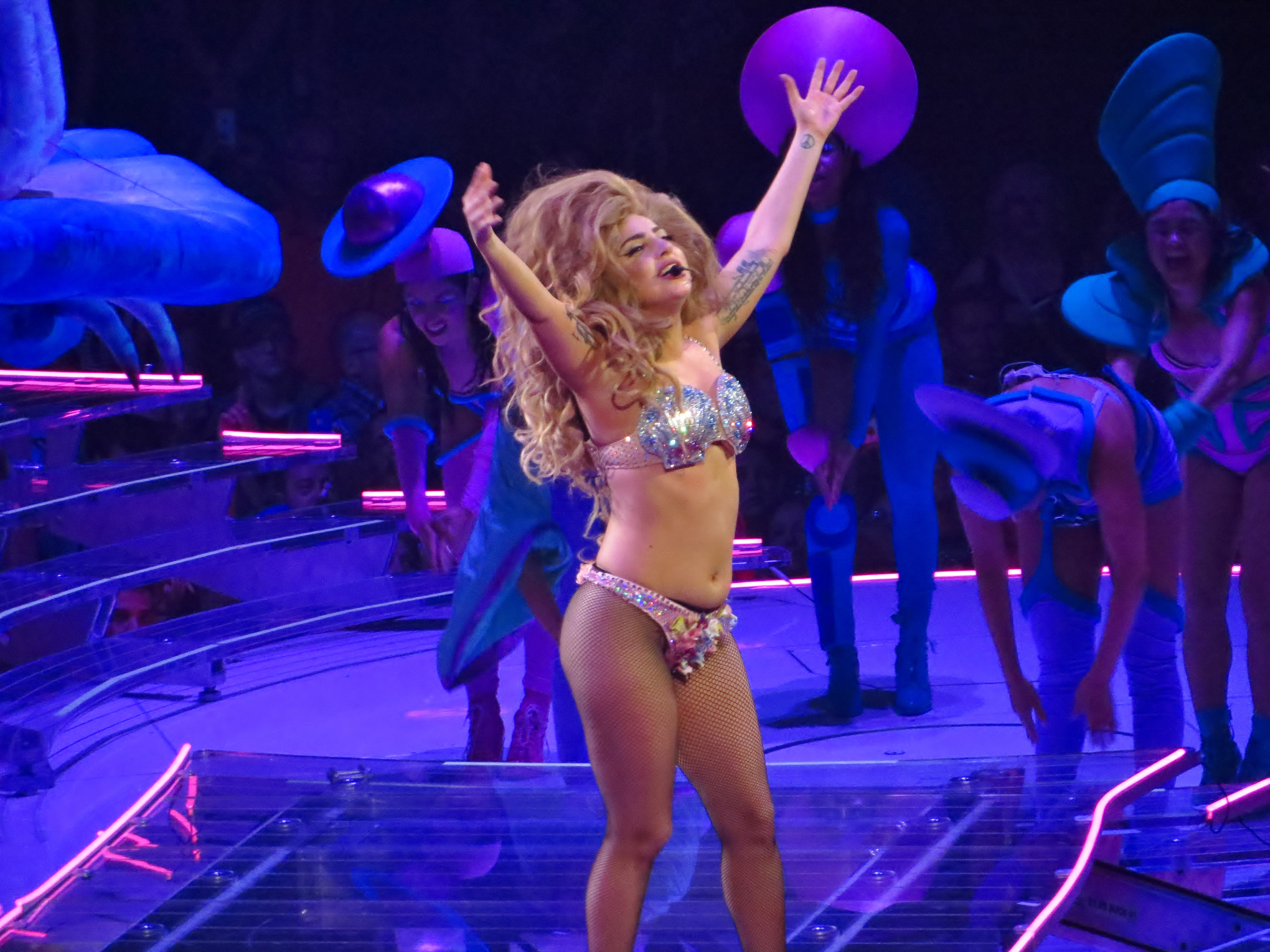
Performance della traccia Venus

Lo spettacolo inizia con un video introduttivo e una intro, mentre i ballerini appaiono sul palco con palloncini e gazing balls (le famose sfere specchianti ideate dall'artista Jeff Koons). La intro continua fino a quando Lady Gaga emerge da sotto il palco, indossando un body argentato con le ali. Procede a cantare Artpop e poi G.U.Y., quest'ultima con coreografie provenienti dal suo video musicale. La canzone seguente è Donatella, durante la quale, sullo schermo vengono mostrate stelle lampeggianti e formazioni di nubi colorate. Gaga quindi scompare per un cambio di costume e così la band suona la parte restante della canzone.
La sezione successiva inizia con Venus, e all'improvviso grandi fiori gonfiabili sorgono dal basso sul palco. Gaga appare vestita come la dea Venere e utilizza anche una chitarra come un oggetto di scena. Dopo un breve discorso, viene eseguita MANiCURE. Gaga scompare all'interno per un altro cambiamento di vestito e la band suona un outro.
Lei esce di nuovo sul palco in abito bianco e parrucca bionda mentre un video mostra il suo twirling sullo schermo. Viene cantata una breve versione di Just Dance, con i suoi ballerini vestiti come "gente di mare". La keytar a forma di cavalluccio marino è utilizzata per l'esecuzione. Successivamente vengono eseguite versioni brevi di Poker Face e Telephone e poi avviene il passaggio a un altro vestito.

La sezione seguente inizia con Partynauseous usata come introduzione e Lady Gaga indossa un abito con i tentacoli ed esegue Paparazzi. Mentre cammina sulle passerelle, i suoi ballerini portano il "Paw Chair Monster" e lo mettono su uno dei piccoli palchi. Gaga canta Do What U Want e verso la fine raggiunge il pianoforte per eseguire una versione acustica di Dope, You and I e Born This Way. Segue un discorso, successivamente Gaga sparisce sotto il palco. Inizia un video intermedio che mostra la cantante ballare mentre si sente Jewels N' Drugs. 

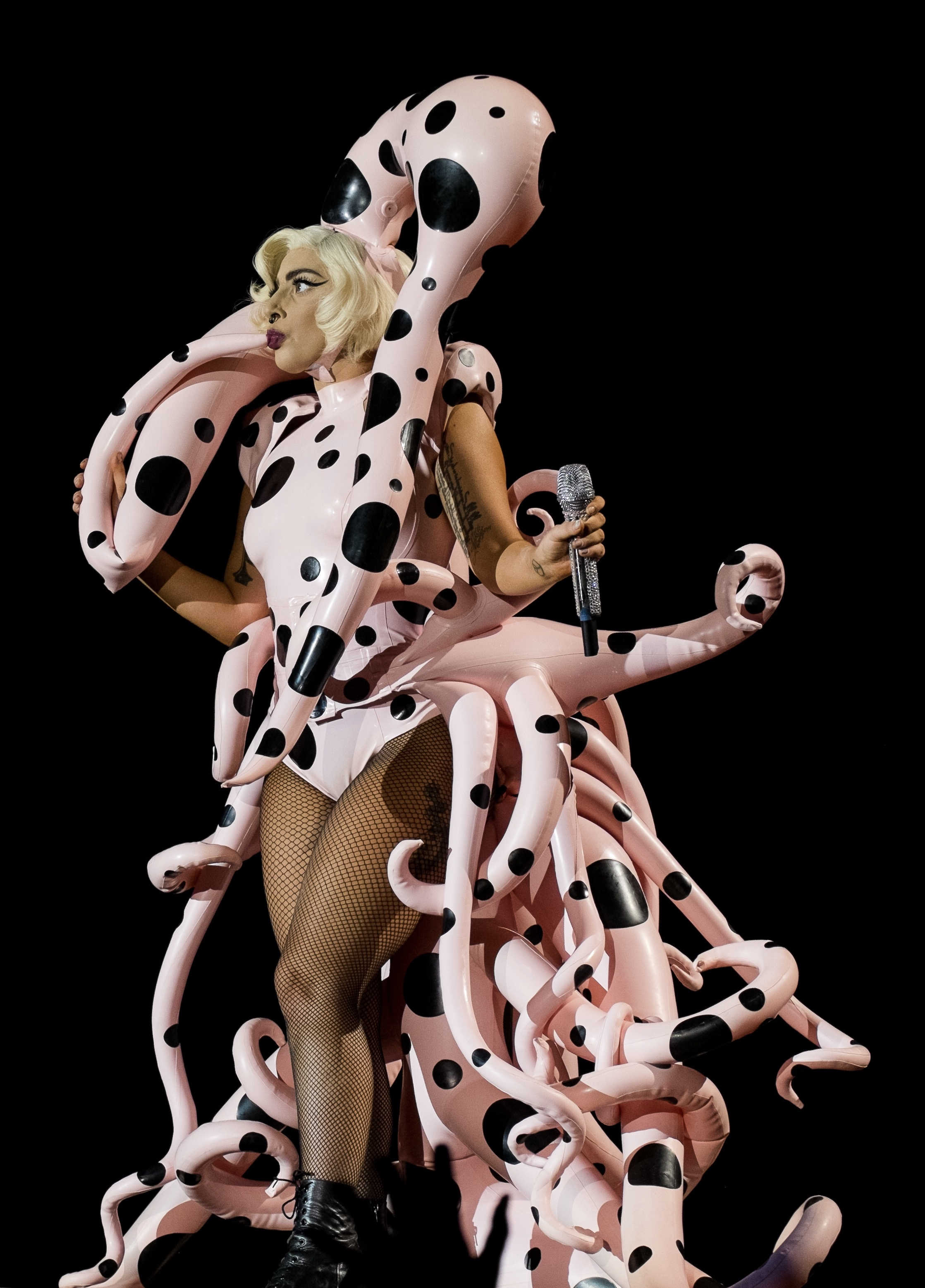
Lady Gaga utilizza un abito molto scenico per Paparazzi

Gaga riemerge da sotto il palco, indossando un due pezzi in lattice nero per cantare a cappella il ritornello di The Edge of Glory, procedendo poi con Judas che dopo il primo ritornello si trasforma immediatamente in Aura. 

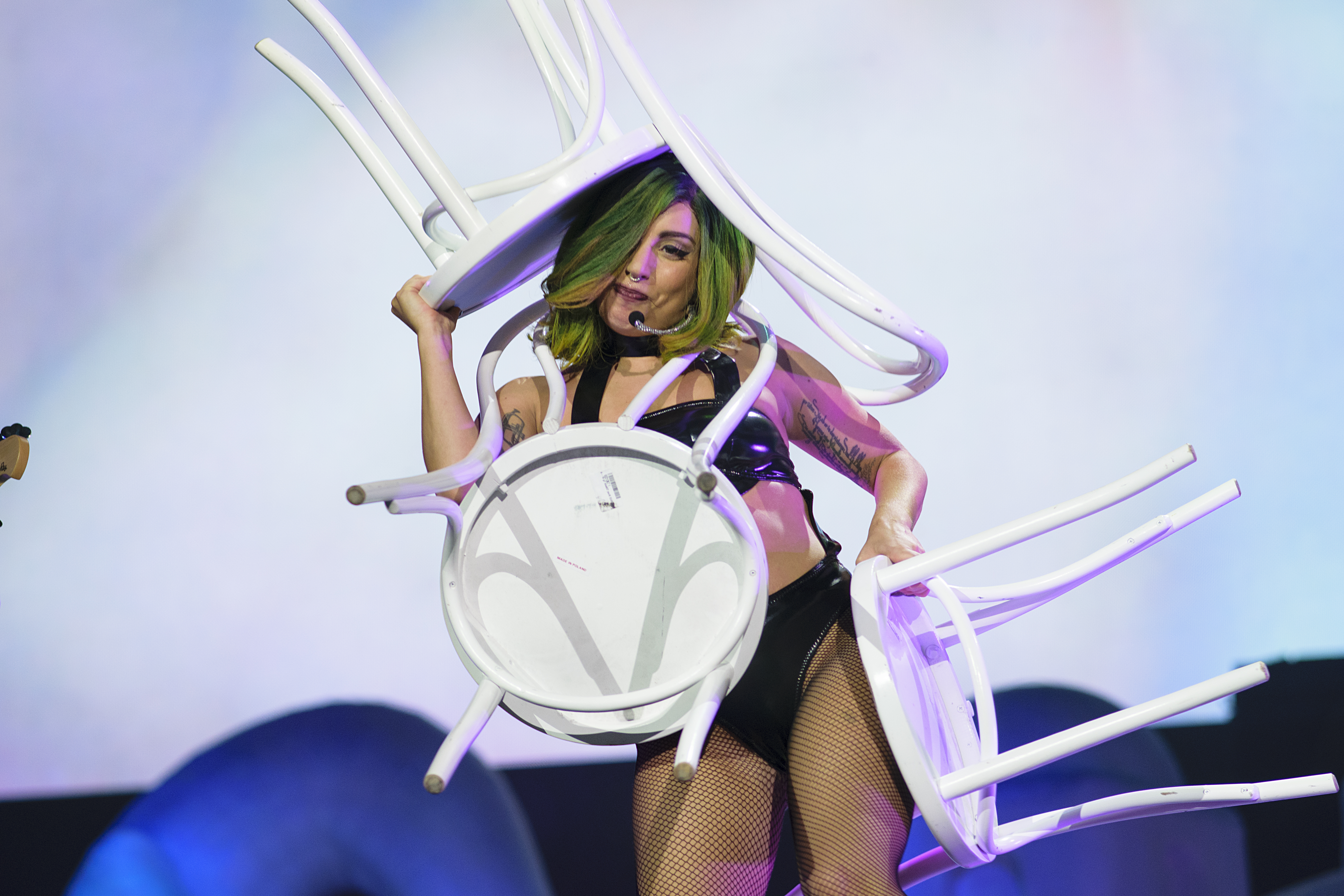
Lady Gaga durante Mary Jane Holland

A questo punto la cantante si siede su un letto rosso che emerge da sotto il palco, per leggere le lettere dei fan e cantare Sexxx Dreams, seguita da Mary Jane Holland. Durante quest'ultima viene eseguita una coreografia con delle sedie bianche. Successivamente, un ballerino prende sulle spalle l'artista, per posizionarla sulle passerelle trasparenti dove viene eseguita Alejandro, che include una nuova coreografia e un finale rock. In alcune date europee Gaga aggiunse in questo atto anche un brano proveniente dall'album Cheek to Cheek, fatto insieme a Tony Bennett, ossia Bang Bang (My Baby Shot Me Down). Per questa canzone la cantante indossa una giacca rossa sopra il due pezzi e una grande parrucca afro nera. Una volta terminato il brano Gaga annuncia che avrebbe cambiato il suo costume sul palco.
Ratchet suona come un intro mentre Gaga è nuda e i suoi ballerini la aiutano a cambiarsi in abito e in parrucca fluorescenti ispirati al rave. La performance di Bad Romance inizia con la coreografia originale dal suo video musicale, seguita da Applause, durante la quale un video sullo sfondo mostra la cantante in vari travestimenti. Dopo essersi tolta la gonna, rivelando le sue mutande fluorescenti, Gaga invita dei fan sul palco ed esegue Swine, durante la quale i suoi ballerini indossano delle maschere da maiale e lanciano con cannoni degli animali di peluche e lei si strappa via la parrucca rivelando i suoi veri capelli.
Gaga lascia il palco per un cambiamento di costume finale e appare per eseguire Gypsy. Gaga esegue la prima parte della canzone al pianoforte, poi si incammina lungo le passerelle, arriva al palco principale e sparisce attraverso una botola.

## Successo commerciale

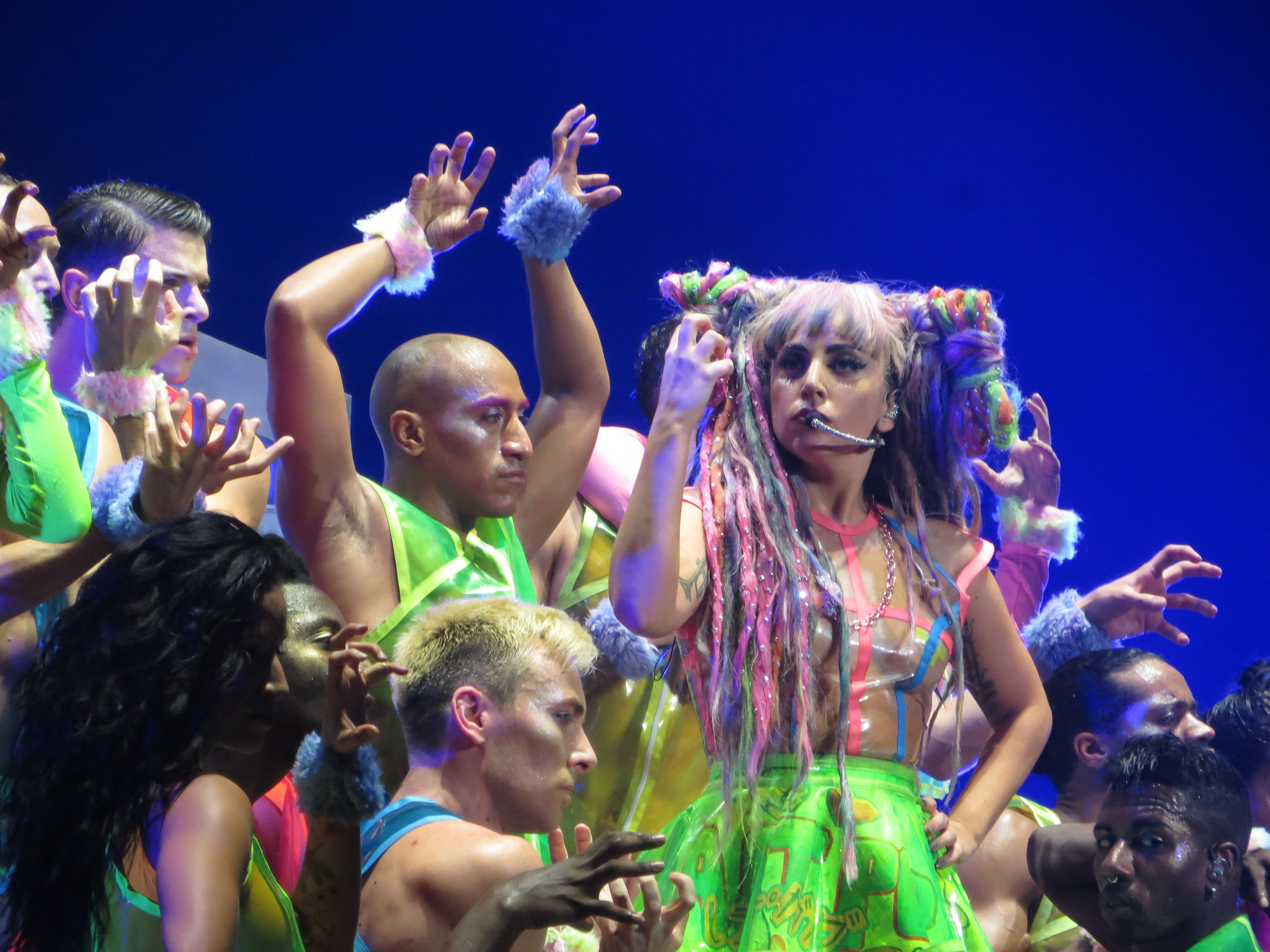
Lady Gaga esegue Bad Romance nella data di Glasgow

Le date del Nord America, hanno avuto un grande successo, e molte di esse hanno registrato il sold out. Appena aperte le vendite nel Regno Unito e in Italia, i biglietti complessivi disponibili all'acquisto sono andati esauriti in circa 5 minuti, registrando come nel precedente tour un record di vendite, come è successo anche in Francia dove i biglietti sono andati esauriti in pochissimi minuti. La prima data europea del tour, tenutasi allo Stadio OAKA di Atene, ha raccolto circa 20 000 spettatori, riempiendo poco meno di un terzo la capienza dello stadio, ma è risultata sold out essendo i biglietti messi in vendita appunto solo 20.000. Nella capitale francese il tour è riuscito a suscitare interesse, secondo i quotidiani nazionali, in quanto le prime due date parigine allo Zènith hanno riscosso un buon successo.
Inoltre, per la prima volta nella sua carriera, Lady Gaga si è esibita negli Emirati Arabi Uniti, a Dubai, il 10 settembre 2014, registrando un sold-out.

## Recensioni

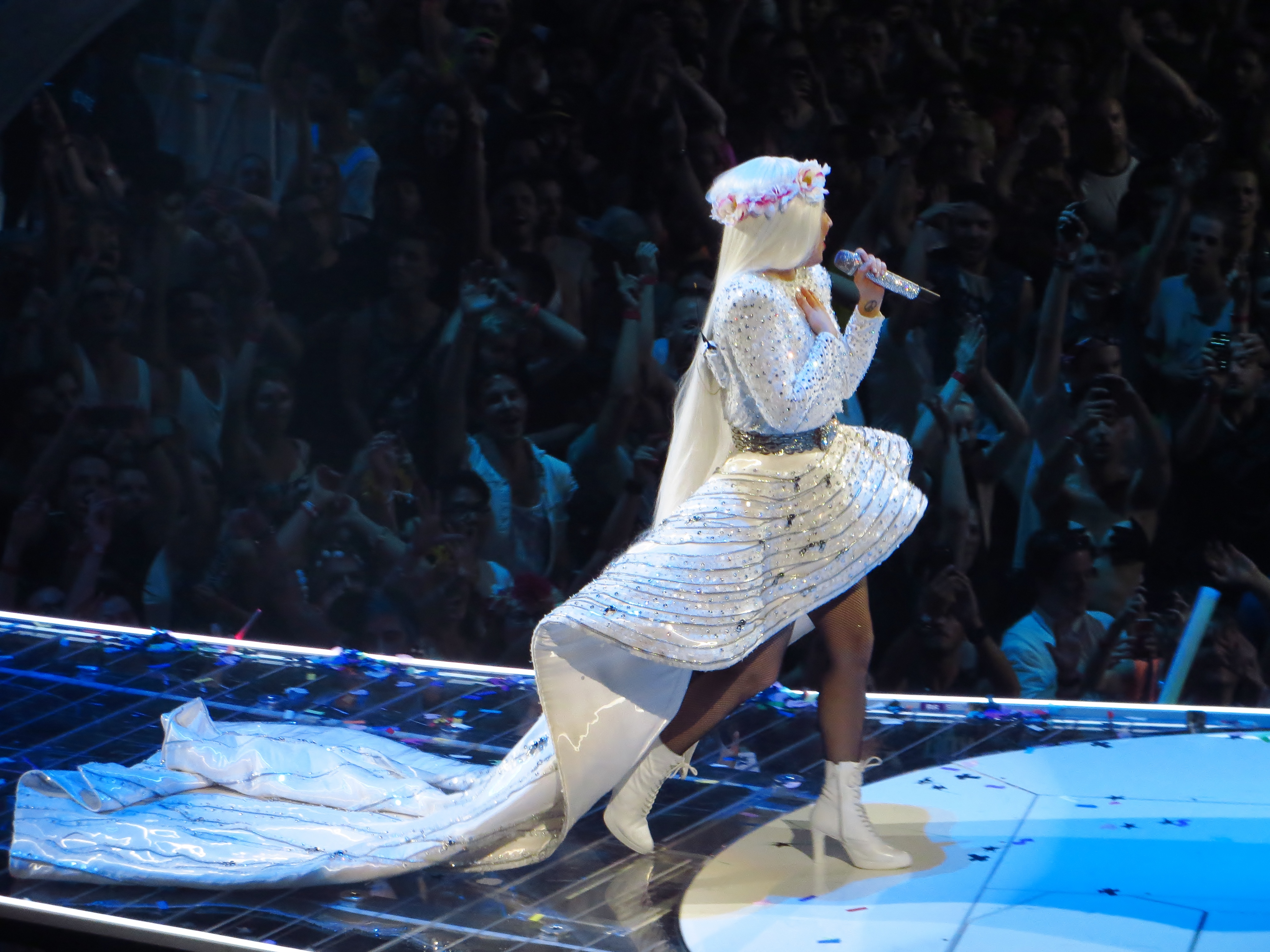
Lady Gaga chiude lo show cantando Gypsy

John Walker da MTV News ha esaminato il concerto di apertura a Fort Lauderdale, ed è stato colpito dallo spettacolo. Ha particolarmente apprezzato il segmento, quando, dopo la performance di Alejandro, Lady Gaga ha deciso di cambiare il suo costume sul palco e lo ha fatto con l'aiuto dei suoi stilisti. Walker ha aggiunto che "per dimostrare questo, Gaga strappò la parrucca verde fino alle spalle a ridosso della sua testa. Sì, ha letteralmente strappato la sua parrucca. Richiama alla spedizione warholiana?" Walker ha inoltre sottolineato in un'altra recensione per MTV che il tour ha ampliato caratteristici collegamenti di Gaga "fan-to-artista" e teatralità che aveva sviluppato con il The Born This Way Ball. Melissa Ruggieri da The Atlanta Journal-Constitution ha rivisto lo spettacolo al Philips Arena. Ha dato un feedback positivo su tutto lo spettacolo, considerando il cameratismo di Gaga con i suoi fan e il pubblico come onesto e un punto culminante. Ruggieri ha complimentato la voce di Gaga e le prestazioni dei suoi precedenti singoli di successo, che lei credeva impallidì i brani di Artpop. Adam Carlson da Billboard ha elogiato lo show dicendo che si è rivelato lo "spettacolo" in una "sorpresa". Si complimentò per la coreografia ed i cambiamenti di costume continui, spiegando che "a parlare di prestazioni [Gaga] è più divertente che ascoltarla, ma non prenderlo come un insulto. C'è solo un sacco di cui parlare". Scott Mervis di Pittsburgh Post-Gazette ritiene che l'attuale "rave" del tour è iniziato con spettacoli di Gaga di Just Dance e Poker Face e l'interpretazione acustica di Born This Way, al Consol Energy Center. Chris Richards da The Washington Post ha detto che "per un concerto pop in un'arena [Verizon Center], si sentiva bene. Come un esercizio pubblico in un reciproco, l'amore incondizionato, si sentiva unico da Gaga". Hilary Hughes da Fuse ha scritto che la voce di Gaga suonava addestrata e "impeccabile" nello show. Glenn Gamboa da Newsday è stato colpito dalle prestazioni, dicendo: "Se sia stato il goofiness di Venus, la giocosità di 'Donatella' o l'animato ritornello di Do What U Want, che ha coronato un po' 'a cappella di gospel, ha riempito le canzoni con un'intensità che era contagiosa ". Lauren Moraski da CBS News ha ritenuto che Gaga era in" full-forza "durante il concerto e sembrava a casa "con la folla di New York.

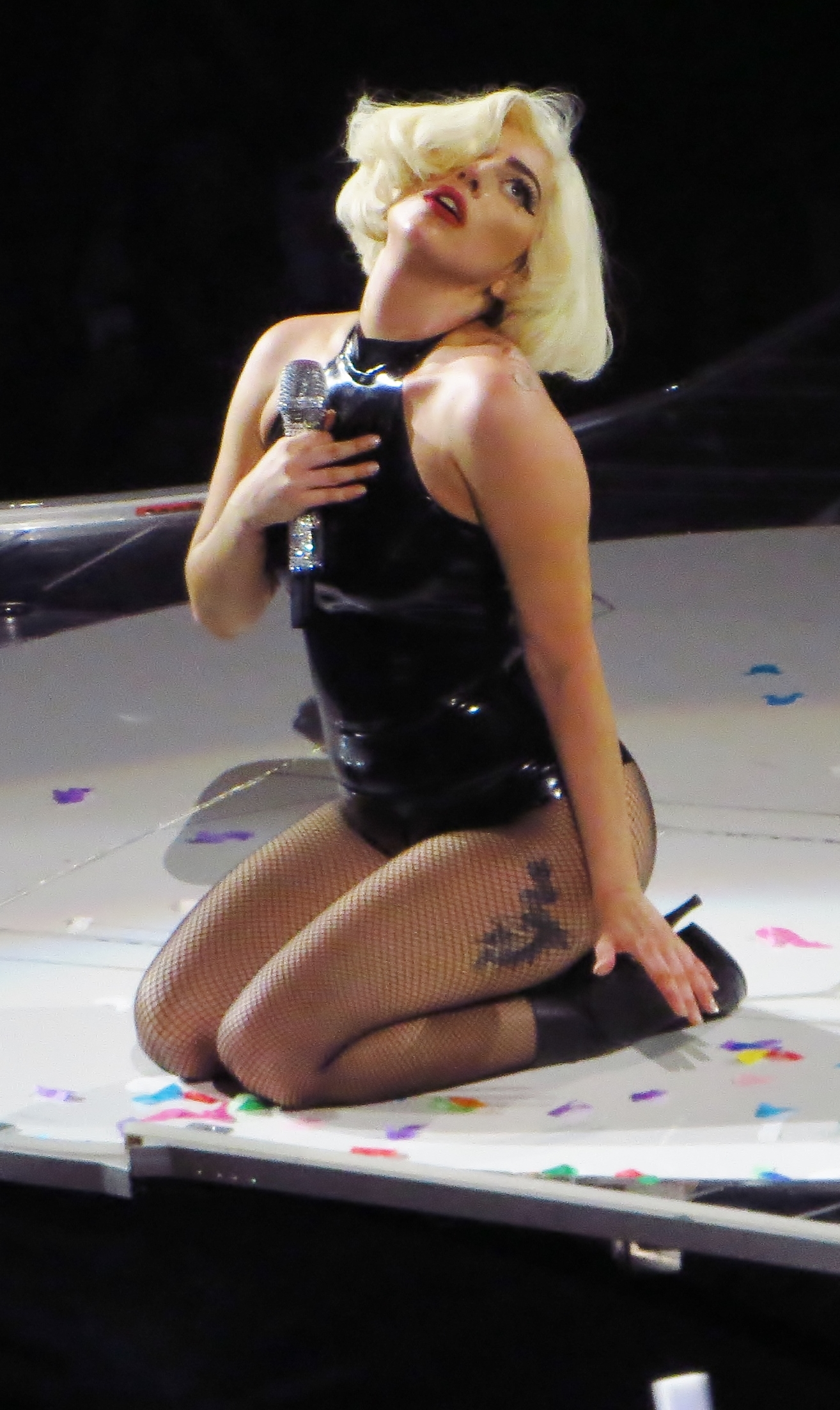
Lady Gaga nell'esecuzione di Do What U Want

Frank Scheck da The Hollywood Reporter ha elogiato l'allestimento del palcoscenico, i costumi e l'aspetto generale di intrattenimento del tour, dicendo che "a differenza di Madonna, che si impegna similmente, ma decisamente in modo freddo, over-top teatralità, Gaga investe i suoi spettacoli con una dolcezza innegabile e il cuore". Scheck è stato positivo sulle prestazioni di canzoni come Gypsy e Born This Way. Ross Raihala da St. Paul Pioneer Press ha lodato Gaga per aver cambiato il mix delle canzoni di Artpop per le esibizioni dal vivo, dando a loro una nuova dimensione sul palco. Egli ha anche notato come i costumi erano meno "appariscenti" rispetto ai suoi vestiti precedenti. Chuck Yarborough da The Plain Dealer ha notato che le basi musicali sono state utilizzate per alcune delle canzoni, ma è stato colpito da Gaga e l'energia del suo ballerino. Credeva che il contralto durante Do What U Want, dimostrava che Gaga "è terribilmente sottovalutata come cantante e musicista". Jim Harrington da San Jose Mercury News ha definito lo spettacolo "un tormentone assoluto" e meglio del Born This Tour Way.

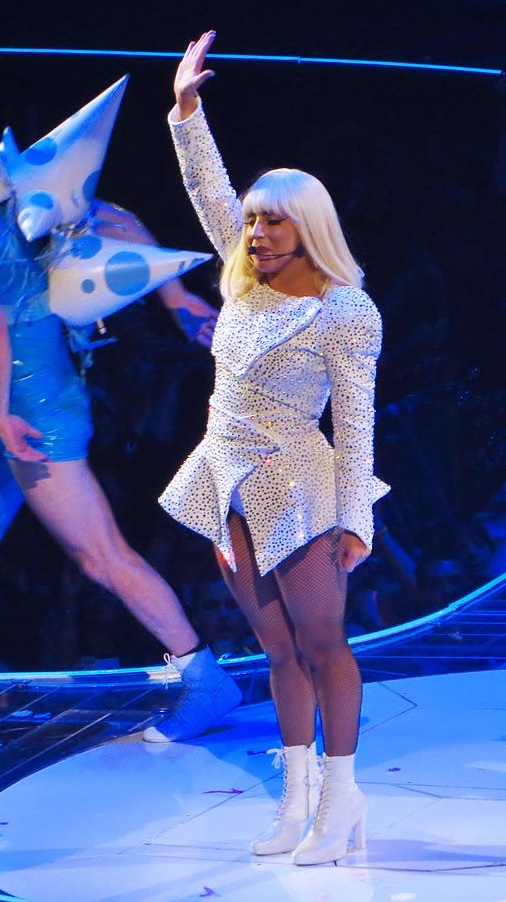
Lady Gaga nell'esecuzione di Poker Face

Le recensioni dell'unica data italiana ad Assago, sono state molto positive, tra cui quelle del Corriere della Sera che tra i punti di forza del concerto dice: «lo spettacolo è ripulito dalle trovate kitsch dei tour precedenti, a partire dal palco, a metà fra un mondo sommerso e un villaggio da isoletta greca.»; riguardo alla cantante, Rolling Stone dice: « [...] è sempre Lady Gaga e non ce ne sono molte in giro così». Molto diversa, invece, la recensione di Vogue che dice: «Forse l'astro di Lady Gaga non è più fulgido come un tempo. Ma non importa, perché per due ore, ci siamo sentiti artisti, potenti, liberi di realizzare quello che lei chiama per tutto il concerto “italian dream”. E in cui noi forse non credevamo neanche più»

## Scaletta
La scaletta sottostante corrisponde a quella dell'ultimo concerto a Parigi e non è pertanto la medesima di tutti gli spettacoli della tournée.
Atto I
- Intro: Are You Ready?

1. ARTPOP
2. G.U.Y.
3. Donatella

Atto II
- Interludio: Partynauseous

- Interludio: Jewels N' Drugs

- Interludio: Ratchet

### Variazioni della scaletta
- Nella prima data del tour, a Sunrise, Lady Gaga eseguì la versione completa di Paparazzi, poi ridotta al secondo ritornello.
- Durante la performance a New York, il rapper T.I. si è unito a Gaga sul palco per eseguire Jewels N' Drugs.
- Durante la performance a Saint Paul, Gaga ha eseguito una versione a cappella di The Queen, brano contenuto in Born This Way.
- Lady Gaga il 25 maggio a Calgary ha eseguito in aggiunta alla scaletta la canzone Hair.
- Dal 3 giugno 2014, Fashion! e Cake Like Lady Gaga non vennero più eseguite. Anche Mary Jane Holland venne inizialmente rimossa dalla scaletta (ed in seguito re-inserita).
- Durante la performance a San Diego, Gaga ha eseguito una versione acustica di Marry the Night.
- Durante la performance a Montréal ha eseguito una versione acustica di The Edge of Glory.
- Durante la performance a Ottawa, Gaga ha eseguito una cover della canzone I've Got Crush on You di George Gershwin.
- Durante la performance a Buffalo, Gaga non ha eseguito Mary Jane Holland ma The Queen.
- Durante la tappa a Phoenix, Dope è presente nella scaletta.
- Durante la seconda tappa di Melbourne, dopo Venus, ha eseguito una parte a cappella dell'inedito Brooklyn Nights.
- Durante la tappa di Dubai, per rispettare la cultura del paese, Gaga ha rimosso Aura, Judas e Born This Way dalla scaletta ed ha in parte censurato Bad Romance e Sexxx Dreams (diventando X Dreams); ha inoltre modificato alcuni dei suoi outfit rendendoli meno osé, ha apportato modifiche al palco rimuovendo i fiori gonfiabili, le passerelle laterali e il bar sottostante alla passerella destra. È stata anche rimossa la botola principale da cui emergeva da sotto il palco a inizio spettacolo e spariva a fine show.
- Durante la tappa di Tel Aviv Gaga ha eseguito il brano Yoü and I ed ha cantato I Can't Give You Anything but Love insieme a Tony Bennett.
- Durante la tappa di Atene dopo l'outro di MANiCURE, è stato aggiunto anche un altro interludio musicale per dare più tempo a Gaga e ai ballerini di cambiarsi.
- Durante il concerto di Berlino Lady Gaga ha eseguito la cover acustica di Marry the Night come dedica ad un fan. Non è invece stata eseguita Alejandro, sostituita da Bang Bang (My Baby Shot Me Down), da qui in poi cantata anche ai concerti successivi.
- Durante i concerti di Vienna, Zurigo e Barcellona, Lady Gaga ha eseguito una cover di What's Up?, brano delle 4 Non Blondes.
- Durante lo show a Birmingham Lady Gaga non ha eseguito Judas e Aura.
- Durante lo show di Glasgow Lady Gaga non ha eseguito Judas e Aura, ma una cover acustica di Dance in the Dark e di Marry the Night.

## Artisti d'apertura
La seguente lista rappresenta il numero correlato agli artisti d'apertura nella tabella delle date del tour.
- Lady Starlight = 1
- Hatsune Miku = 2
- Crayon Pop = 3
- BABYMETAL = 4
- Momoiro Clover Z = 5

## Date
| Data              | Città               | Stato               | Luogo                    | Artisti d'apertura | Biglietti (venduti / disponibili) | Incasso      |
| Nord America      | Nord America        | Nord America        | Nord America             | Nord America       | Nord America                      | Nord America |
| ----------------- | ------------------- | ------------------- | ------------------------ | ------------------ | --------------------------------- | ------------ |
| 4 maggio 2014     | Sunrise             | Stati Uniti         | BB&T Center              | 1                  | 12.977 / 12.977                   | $1.173.695   |
| 6 maggio 2014     | Atlanta             | Stati Uniti         | Philips Arena            | 1 ; 2              | 10.480 / 10.480                   | $941.142     |
| 8 maggio 2014     | Pittsburgh          | Stati Uniti         | Consol Energy Center     | 1 ; 2              | 12.185 / 12.185                   | $961.090     |
| 10 maggio 2014    | Uncasville          | Stati Uniti         | Mohegan Sun Arena        | 1 ; 2              | 7.722 / 7.722                     | $564.692     |
| 12 maggio 2014    | Washington          | Stati Uniti         | Verizon Center           | 1 ; 2              | 14.866 / 14.866                   | $1.014.800   |
| 13 maggio 2014    | New York            | Stati Uniti         | Madison Square Garden    | 1 ; 2              | 14.326 / 14.326                   | $1.625.812   |
| 15 maggio 2014    | Filadelfia          | Stati Uniti         | Wells Fargo Center       | 1 ; 2              | 15.424 / 15.424                   | $1.037.606   |
| 17 maggio 2014    | Detroit             | Stati Uniti         | Joe Louis Arena          | 1 ; 2              | 11.971 / 11.971                   | $954.173     |
| 18 maggio 2014    | Cleveland           | Stati Uniti         | Quicken Loans Arena      | 1 ; 2              | 12.792 / 12.792                   | $1.000.814   |
| 20 maggio 2014    | Saint Paul          | Stati Uniti         | Xcel Energy Center       | 1 ; 2              | 10.084 / 10.084                   | $796.395     |
| 22 maggio 2014    | Winnipeg            | Canada              | MTS Centre               | 1 ; 2              | 12.507 / 12.507                   | $974.017     |
| 25 maggio 2014    | Calgary             | Canada              | Scotiabank Saddledome    | 1 ; 2              | 12.662 / 12.662                   | $982.731     |
| 26 maggio 2014    | Edmonton            | Canada              | Rexall Place             | 1 ; 2              | 13.855 / 13.855                   | $1.053.861   |
| 2 giugno 2014     | San Diego           | Stati Uniti         | Viejas Arena             | 1 ; 2              | 9.332 / 9.332                     | $851.927     |
| 3 giugno 2014     | San Jose            | Stati Uniti         | SAP Center               | 1 ; 2              | 13.622 / 13.622                   | $1.201.315   |
| 26 giugno 2014    | Milwaukee           | Stati Uniti         | Marcus Amphitheater      | 1 ; 3              | 18.201 / 23.089                   | $1.169.670   |
| 28 giugno 2014    | Atlantic City       | Stati Uniti         | Boardwalk Hall           | 1 ; 3              | 13.363 / 13.363                   | $1.366.626   |
| 30 giugno 2014    | Boston              | Stati Uniti         | TD Garden                | 1 ; 3              | 13.848 / 13.848                   | $1.190.212   |
| 2 luglio 2014     | Montréal            | Canada              | Centre Bell              | 1 ; 3              | 12.709 / 12.709                   | $965.286     |
| 4 luglio 2014     | Québec              | Canada              | Pianure di Abramo        | N.D.               | N.D.                              | N.D.         |
| 5 luglio 2014     | Ottawa              | Canada              | Piane di LeBreton        | N.D.               | N.D.                              | N.D.         |
| 7 luglio 2014     | Buffalo             | Stati Uniti         | First Niagara Center     | 1 ; 3              | 12.076 / 12.076                   | $874.785     |
| 9 luglio 2014     | Toronto             | Canada              | Air Canada Centre        | 1 ; 3              | 15.813 / 15.813                   | $1.355.260   |
| 11 luglio 2014    | Chicago             | Stati Uniti         | United Center            | 1 ; 3              | 15.112 / 15.112                   | $1.314.360   |
| 14 luglio 2014    | San Antonio         | Stati Uniti         | AT&T Center              | 1 ; 3              | 10.125 / 10.125                   | $888.278     |
| 16 luglio 2014    | Houston             | Stati Uniti         | Toyota Center            | 1 ; 3              | 11.410 / 11.410                   | $967.441     |
| 17 luglio 2014    | Dallas              | Stati Uniti         | American Airlines Center | 1 ; 3              | 11.949 / 11.949                   | $1.006.048   |
| 19 luglio 2014    | Las Vegas           | Stati Uniti         | MGM Grand Garden Arena   | 1 ; 3              | 24.948 / 24.948                   | $1.189.990   |
| 21 luglio 2014    | Los Angeles         | Stati Uniti         | Staples Center           | 1 ; 3              | 26.923 / 26.923                   | $2.444.324   |
| 22 luglio 2014    | Los Angeles         | Stati Uniti         | Staples Center           | 1 ; 3              | 26.923 / 26.923                   | $2.444.324   |
| 25 luglio 2014    | Atlanta             | Stati Uniti         | Centennial Olympic Park  | N.D.               | N.D.                              | N.D.         |
| 30 luglio 2014    | Phoenix             | Stati Uniti         | US Airways Center        | 1 ; 4              | 8.187 / 8.187                     | $670.198     |
| 1º agosto 2014    | Las Vegas           | Stati Uniti         | MGM Grand Garden Arena   | 1 ; 4              | [ 28 ]                            | [ 28 ]       |
| 2 agosto 2014     | Stateline           | Stati Uniti         | Harveys Outdoor Arena    | 1 ; 4              | 7.189 / 7.189                     | $997.536     |
| 4 agosto 2014     | Salt Lake City      | Stati Uniti         | EnergySolutions Arena    | 1 ; 4              | 9.359 / 9.359                     | $516.910     |
| 6 agosto 2014     | Denver              | Stati Uniti         | Pepsi Center             | 1 ; 4              | 10.660 / 10.660                   | $853.570     |
| 8 agosto 2014     | Seattle             | Stati Uniti         | KeyArena                 | 1                  | 10.882 / 10.882                   | $874.668     |
| 9 agosto 2014     | Vancouver           | Canada              | Rogers Arena             | 1                  | 13.449 / 13.449                   | $962.524     |
| Asia              |                     |                     |                          |                    |                                   |              |
| 13 agosto 2014    | Chiba               | Giappone            | Chiba Marine Stadium     | 1 ; 5              | 50.453 / 50.453                   | $7.874.436   |
| 14 agosto 2014    | Chiba               | Giappone            | Chiba Marine Stadium     | 1 ; 5              | 50.453 / 50.453                   | $7.874.436   |
| 16 agosto 2014    | Seul                | Corea del Sud       | Stadio Olimpico          | N.D.               | N.D.                              | N.D.         |
| Oceania           |                     |                     |                          |                    |                                   |              |
| 20 agosto 2014    | Perth               | Australia           | Perth Arena              | 1                  | 8.120 / 8.120                     | $744.661     |
| 23 agosto 2014    | Melbourne           | Australia           | Rod Laver Arena          | 1                  | 17.253 / 17.253                   | $1.732.910   |
| 24 agosto 2014    | Melbourne           | Australia           | Rod Laver Arena          | 1                  | 17.253 / 17.253                   | $1.732.910   |
| 26 agosto 2014    | Brisbane            | Australia           | Entertainment Centre     | 1                  | 9.249 / 9.249                     | $913.894     |
| 30 agosto 2014    | Sydney              | Australia           | Allphones Arena          | 1                  | 20.445 / 20.445                   | $1.818.090   |
| 31 agosto 2014    | Sydney              | Australia           | Allphones Arena          | 1                  | 20.445 / 20.445                   | $1.818.090   |
| Asia              |                     |                     |                          |                    |                                   |              |
| 10 settembre 2014 | Dubai               | Emirati Arabi Uniti | Ippodromo di Meydan      | 1                  | 8.365 / 8.365                     | $1.835.201   |
| 13 settembre 2014 | Tel Aviv            | Israele             | Hayarkon Park            | 1                  | 18.984 / 18.984                   | $1.786.945   |
| Europa            |                     |                     |                          |                    |                                   |              |
| 16 settembre 2014 | Istanbul            | Turchia             | Stadio İTÜ               | 1                  | 19.157 / 19.157                   | $1.123.106   |
| 19 settembre 2014 | Atene               | Grecia              | Stadio olimpico          | 1                  | 26.860 / 26.860                   | $941.091     |
| 23 settembre 2014 | Anversa             | Belgio              | Sportpaleis              | 1                  | 15.188 / 15.188                   | $1.394.133   |
| 24 settembre 2014 | Amsterdam           | Paesi Bassi         | Ziggo Dome               | 1                  | 14.196 / 14.196                   | $1.273.725   |
| 27 settembre 2014 | Herning             | Danimarca           | Jyske Bank Boxen         | 1                  | 10.534 / 10.534                   | $916.980     |
| 29 settembre 2014 | Bærum               | Norvegia            | Telenor Arena            | 1                  | 8.948 / 8.948                     | $708.509     |
| 30 settembre 2014 | Stoccolma           | Svezia              | Ericsson Globe           | 1                  | N.D.                              | N.D.         |
| 3 ottobre 2014    | Amburgo             | Germania            | O2 World Hamburg         | 1                  | 11.430 / 11.430                   | $1.094.202   |
| 5 ottobre 2014    | Praga               | Repubblica Ceca     | O2 Arena                 | 1                  | 10.734 / 10.734                   | $776.719     |
| 7 ottobre 2014    | Colonia             | Germania            | Lanxess Arena            | 1                  | 13.189 / 13.189                   | $1.139.559   |
| 9 ottobre 2014    | Berlino             | Germania            | O2 World Berlin          | 1                  | 10.555 / 10.555                   | $950.331     |
| 15 ottobre 2014   | Birmingham          | Inghilterra         | Barclaycard Arena        | 1                  | 12.092 / 12.092                   | $1.329.847   |
| 17 ottobre 2014   | Dublino             | Irlanda             | 3Arena                   | 1                  | 11.497 / 11.497                   | $1.117.109   |
| 19 ottobre 2014   | Glasgow             | Scozia              | The SSE Hydro            | 1                  | 11.554 / 11.554                   | $1.278.571   |
| 21 ottobre 2014   | Manchester          | Inghilterra         | Phones 4u Arena          | 1                  | 14.719 / 14.719                   | $1.625.149   |
| 23 ottobre 2014   | Londra              | Inghilterra         | The O2 Arena             | 1                  | 42.845 / 42.845                   | $4.631.817   |
| 25 ottobre 2014   | Londra              | Inghilterra         | The O2 Arena             | 1                  | 42.845 / 42.845                   | $4.631.817   |
| 26 ottobre 2014   | Londra              | Inghilterra         | The O2 Arena             | 1                  | 42.845 / 42.845                   | $4.631.817   |
| 30 ottobre 2014   | Parigi              | Francia             | Zénith di Parigi         | 1                  | 12.301 / 12.301                   | $1.071.553   |
| 31 ottobre 2014   | Parigi              | Francia             | Zénith di Parigi         | 1                  | 12.301 / 12.301                   | $1.071.553   |
| 2 novembre 2014   | Vienna              | Austria             | Wiener Stadthalle        | 1                  | 11.586 / 13.598                   | $1.055.678   |
| 4 novembre 2014   | Assago              | Italia              | Mediolanum Forum         | 1                  | 12.852 / 12.852                   | $989.889     |
| 6 novembre 2014   | Zurigo              | Svizzera            | Hallenstadion            | 1                  | 13.259 / 13.259                   | $1.314.684   |
| 8 novembre 2014   | Barcellona          | Spagna              | Palau Sant Jordi         | 1                  | 17.513 / 17.513                   | $1.420.987   |
| 10 novembre 2014  | Lisbona             | Portogallo          | MEO Arena                | 1                  | 7.345 / 7.345                     | $365.313     |
| 13 novembre 2014  | Birmingham          | Inghilterra         | Barclaycard Arena        | 1                  | 6.129 / 6.129                     | $455.781     |
| 16 novembre 2014  | Glasgow             | Scozia              | The SSE Hydro            | 1                  | 10.403 / 10.403                   | $681.824     |
| 20 novembre 2014  | Sheffield           | Inghilterra         | Motorpoint Arena         | 1                  | 11.528 / 11.528                   | $672.004     |
| 22 novembre 2014  | Newcastle upon Tyne | Inghilterra         | Metro Radio Arena        | 1                  | 8.779 / 8.779                     | $824.555     |
| 24 novembre 2014  | Parigi              | Francia             | Bercy Arena              | 1                  | 13.018 / 13.018                   | $1.249.746   |
| Totale            | Totale              | Totale              | Totale                   | Totale             | 920.088 / 926.988 (99%)           | $83.040.746  |

## Registrazioni e broadcasting
Il 17 novembre 2014 è stato annunciato dalla cantante che l'ultimo concerto del tour, il 24 novembre a Parigi, sarebbe stato trasmesso in diretta mondiale su Yahoo! Live. Il filmato alterna le performance del concerto ai momenti di backstage. In aggiunta, la trasmissione è iniziata con le immagini dei ritratti di  Lady Gaga, fotografati da Robert Wilson ed esposti al Museo del Louvre.
Il 25 dicembre 2020 è trapelato in rete l'intero concerto registrato professionalmente a Birmingham del 15 ottobre 2014.
Oltre ai sopracitati concerti, sono state diffuse in rete alcune esibizioni miscellanee di altri concerti dell'artRave, tra questi:
- del concerto a Vienna del 2 novembre la cantante ha diffuso sul suo canale YouTube la performance di What's Up?[36].
- del concerto a Birmingham del 13 novembre è disponibile la performance di ARTPOP, G.U.Y. e Bad Romance[37]
- Nel 2025 sono trapelate in rete le esibizioni di ARTPOP, Do What U Want e Swine dal concerto di Londra del 25 ottobre 2014.[38][39]